# جابر عسيري
جابر ناصر عسيري (بالإنجليزية:  Jaber Assiari)‏؛ مواليد 24 سبتمبر 1997 في مكة، السعودية، هو لاعب كرة قدم سعودي لعب سابقاً في المنتخب الأولمبي .

## مسيرة اللاعب
لعب في الفئات السنية في نادي محايل و انظم في عام 2016 إلى نادي الوحدة و لعب معهم حتى عام 2024.

## روابط خارجية
- جابر عسيري على موقع قاعدة بيانات كرة القدم.إي يو (الإنجليزية)
- جابر عسيري على موقع Soccerway.com (الإنجليزية)